# بيرثا كوليدغ
بيرثا كوليدغ (بالإنجليزية: Bertha Coolidge)‏ هي رسامة أمريكية، ولدت في 1880 في لين في الولايات المتحدة، وتوفيت في 1953 في بوسطن في الولايات المتحدة.